# Lamennaisia
Lamennaisia is een geslacht van vliesvleugeligen uit de familie Encyrtidae. De wetenschappelijke naam van dit geslacht is voor het eerst geldig gepubliceerd in 1922 door Girault.

## Soorten
Het geslacht Lamennaisia omvat de volgende soorten:
- Lamennaisia ambigua (Nees, 1834)
- Lamennaisia gracilicornis (De Santis, 1964)
- Lamennaisia nobilis (Nees, 1834)
- Lamennaisia quadridentata Girault, 1922